# 石臼の歌
『石臼の歌』（いしうすのうた）は壺井栄が1945年（昭和20年）に発表した日本の短編小説。

## 概要
『二十四の瞳』で知られる壺井栄の執筆した短編小説群のうちの1作。戦時中における田舎の少女の、ごく普通のお盆風景を描く、牧歌的な作品。
壺井の他の作品群と同様に舞台は小豆島と見られることが多いが、作内では舞台を示す言葉は「船着き場のある田舎」「お盆に団子とうどんをつくる」「広島から数日かかる」と形容されるのみで、それがどの位置にあるのかは特定されていない。
一方で他の壺井栄作品にも見られる反戦（正確には反核）のメッセージが物語後半から暗喩の形で盛り込まれている。
『少女倶楽部』1945年（昭和20年）8・9月合併号に初出が掲載された。のち1947年（昭和22年）に愛育社より本作を所収した短編集『童話集 十五夜の月』が出版される運びとなったが、この掲載においては反戦および反核を記した部分においてGHQの検閲（いわゆるプレスコード）が入り該当部分の大幅な削除・改稿を迫られたとされている。同書本作に対して付されたプランゲ文庫の請求番号は502-087。壺井は、この検閲に対して該当箇所を田舎の情景を主としたものに切り替えながら一方で、削除を指示された主題を、強いて暗喩を用いて「隠し表現」とすることで対処した。以降、本作の所収においては後述する教科書所収も含め現在まで、この修正に基づいて改稿されたものが定本となっている。
後に光村図書出版が発行する小学6年生用の国語教科書に『石うすの歌』として、1980年代～2000年代にかけて掲載されたため、その時期において同社の教科書で国語教育を受けた世代層に対しては認知度は非常に高い。

## あらすじ
瀬戸内の田舎に住む千枝子は祖母とともにお盆の準備に大忙し。特に団子やうどんを作るための石臼を引く作業が嫌だった。石臼のリズムで眠くなるためだ。しかし祖母は言う。石臼は「団子がほしけりゃ臼回せ」と歌っているのだと。自分をやる気にさせるための調子のいい冗談だと千枝子も解っているが、言われてみると、ついつい千枝子は重い石臼の取っ手に手をかけていた。
その中で広島にいる従妹の瑞枝が疎開のために里帰りするという。妹同然の瑞枝がやってくることに千枝子は大喜びして、さらに祖母と共に石臼を回す手に力を込めるのだった。
やがて八月となり瑞枝が母親（千枝子の義理の伯母）と共に家にやってきた。母親は瑞枝を置いていくと、ほかの家族のためにすぐに広島へと戻る。
数日後。盆の十三日を迎えた祖母の前には物言わぬ石臼の姿があった。石臼はもう歌わない。祖母は石臼を歌わせる力を無くしてしまったのだ。そんな祖母に千枝子は祖母の代わりに自分が石臼を歌わせる決意を固める。そんな千枝子の姿に瑞枝もまた共に石臼を引くと申し出る。
石臼は歌う。
「勉強せぇ。勉強せぇ。つらいことでも我慢して……」

## 登場人物
千枝子（ちえこ）
本作の主人公。田舎育ちの活発な少女。退屈な石臼挽きを嫌がっている。
おばあちゃん
千枝子と瑞枝の祖母。嫌がる千枝子に石臼挽きの楽しさを教える。息子の一人（瑞枝の父）が広島に在住している。
瑞枝（みずえ）
広島から疎開にやって来た千枝子の従妹。慣れない田舎暮らしに戸惑いも隠せない中で急転直下の悲しみに突き落とされることになるが、千枝子や家族の励ましで乗り越えようとする。
伯母さん（おばさん）
千枝子の義理の伯母。千枝子の父の弟のお嫁さん。瑞枝の母親。千枝子の住む田舎を「よいところ」と評し、瑞枝に「私たちもいつかはここへ帰ってきて、この土地へ眠る」と教えた。広島へ帰るとき瑞枝と千枝子たちに「8月6日の早朝、広島に戻る予定」だと伝えて出立。予定通りに道中無事に広島市へ到着する。